# منتخب أستراليا لكرة الأرض للسيدات
منتخب أستراليا الوطني لكرة الأرض للسيدات (بالإنجليزية: Australia women's national floorball team)‏ هو ممثل أستراليا الرسمي في المنافسات الدولية في كرة الأرض للسيدات.